# Vida Jerman
Vida Jerman (ur. 28 maja 1939 w Zagrzebiu, zm. 10 grudnia 2011 tamże) – jugosłowiańska i chorwacka aktorka teatralna, filmowa i telewizyjna. 

## Wybrane role filmowe
- 1968: Winnetou w Dolinie Śmierci (Winnetou und Shatterhand im Tal der Toten) – Rose
- 1970: Kto śpiewa – nie grzeszy (Tko pjeva zlo ne misli) – panna
- 1978: Okupacja w 26 obrazach (Okupacija u 26 slika)
- 1978: Ciężarówka (Mannen i skuggan) – pani Berg
- 1982: Wybór Zofii (Sophie's Choice) – strażniczka z SS
- 1985: Transylvania 6-5000 (film 1985) – strażniczka na tyłach
- 1986: Wieczorne dzwony (Večernja zvona) – ciotka Meiry
- 1987: Akademia książęca (The Princess Academy) – guwernantka Collette
- 1991: Ten papież musi umrzeć (The Pope Must Die) – gość na przyjęciu
- 1994: Powrót do Vukovaru (Vukovar se vraća kući) – oberżystka
- 1999: Četverored – Spiridona Atanaskovic
- 2010: Między nami (Neka ostane među nama) – kelnerka